# レドゥクト駅
レドゥクト駅（ベトナム語：Ga Lê Đức Thọ / Ga 黎德壽）はベトナムのハノイ市カウゼイ区にある、ハノイ・メトロ3号線の駅。駅番号は「T3-S05」。駅名はベトナムの政治家レ・ドゥク・トから採られている。

## 歴史
- 2024年8月8日 - 3号線のニョン〜カウゼイ間開通に合わせて開業[1]。

## 駅構造
ホートゥンマウ通り上に駅舎がある、相対式ホーム2面2線を有する高架駅。2階が改札階、3階がホーム階となっている。

### のりば
| 番線 | 路線  | 行先         | 備考                                                     |
| ---- | ----- | ------------ | -------------------------------------------------------- |
| 1    | 3号線 | ハノイ駅方面 | 実際にはカウゼイ行き。カウゼイから先ハノイ方面は未開通。 |
| 2    | 3号線 | ニョン方面   |                                                          |

## 駅周辺
- 軍事劇場
- マイディッチ湖公園
- ハノイ商科大学（ベトナム語版）
- ベトナム国家大学ハノイ校経済大学（英語版、ベトナム語版）
- スウィンバーン工科大学
- ハノイ工科商業大学（ベトナム語版）
- ベトナムダンスアカデミー（ベトナム語版）
- マイジック中等学校
- ベトナムサーカス・バラエティ芸術大学
- ハノイ演劇映画大学（ベトナム語版）
- マイジック霊園（英語版、ベトナム語版）
- カウゼイ葬儀場
- ハノイ日本人学校
- ハノイ韓国人学校
- ベトナムトゥオン劇場（ベトナム語版）
- 文化芸術学校学生寮
- 人民公安テレビ（ベトナム語版）本部（ANTV）

## バス路線
| バス路線                                                  | ルート                                                                                                  |
| 商科大学向かい                                            | 商科大学向かい                                                                                          |
| --------------------------------------------------------- | --- |
| 13(西湖親水公園 - コー・ヌエ（警察学校）)                 | 西湖親水公園 - ... - 商科大学 - ... - コー・ヌエ（警察学校）                                            |
| 51(ザーラムバスターミナル - トラン・ヴィ(司法アカデミー)) | ザーラムバスターミナル - ... - トラン・タイ・トン - ... - 商科大学 - ... - トラン・ヴィ(司法アカデミー) |
| 56A(ドイ山 - ミーディン)                                  | ドイ山 - ... - ファム・ヴァン・ドン - ... - 商科大学 - ... - ミーディン                                 |
| レドゥクト駅 (商科大学)                                   | |
| 20A(カウザイ - ソンタイバスターミナル)                    | カウザイ - ... - レドゥクト駅 - ... - ソンタイバスターミナル                                            |
| 26(マイドン - 国立競技場)                                 | マイドン - ... - レドゥクト駅 - ... - 国立競技場                                                        |
| 29(ギャバットバスターミナル - タンラップ)                 | ギャバットバスターミナル - ... - レドゥクト駅 - ... - タンラップ                                        |
| 32(ギャバットバスターミナル - ニョン)                     | ギャバットバスターミナル - ... - レドゥクト駅 - ... - ニョン                                            |
| 49(トラン・カン・ドゥ - ニョン)                           | トラン・カン・ドゥ - ... - カウゼイ - ... - レドゥクト駅 - ... - ニョン                                 |
| 商科大学                                                  | |
| 13(コー・ヌエ（警察学校）) - 西湖親水公園)                | コー・ヌエ（警察学校） - ... - 商科大学 - ... - 西湖親水公園                                            |
| 51(トラン・ヴィ(司法アカデミー) - ザーラムバスターミナル) | トラン・ヴィ(司法アカデミー) - 商科大学 - ... - トラン・タイ・トン - ... - ザーラムバスターミナル       |
| レドゥクト駅                                              | |
| 20A(ソンタイバスターミナル - カウゼイ)                    | ソンタイバスターミナル - ... - レドゥクト駅 - ... - カウゼイ                                            |
| 26(国立競技場 - マイドン)                                 | 国立競技場 - ... - レドゥクト駅 - ... - マイドン                                                        |
| 29(タンラップ - ギャバットバスターミナル)                 | タンラップ - ... - レドゥクト駅 - ... - ギャバットバスターミナル                                        |
| 32(ニョン - ギャバットバスターミナル)                     | ニョン - ... - レドゥクト駅 - ... - カウゼイ - ... - ギャバットバスターミナル                           |
| 49(ニョン - トラン・カン・ドゥ)                           | ニョン - ... - レドゥクト駅 -... - カウゼイ - ... - トラン・カン・ドゥ                                  |
| 56A((ミーディン - ドイ山)                                 | ミーディン - ... - レドゥクト駅 - ... - ファム・ヴァン・ドン - ... - ドイ山                             |

## 隣の駅
ハノイ都市鉄道
 3号線
カウジエン駅 (T3-S04) - レドゥクト駅 (T3-S05) - ハノイ国家大学駅 (T3-S06)